# Вбивство Александрії Костіаль
Александрія Костіаль, 21-річна студентка Університету Міссісіпі, була знайдена біля озера Міссісіпі в липні 2019 року. Підозрюваного, 22-річного Брендона Тесфельда з Форт-Ворта, штат Техас, заарештували та звинувачували у вбивстві після того, як депутат округу Лафайєт знайшов останки Костіаль. Повідомлялося, що в неї стріляли кілька разів.
Студент університету Міссісіпі Рекс Равіта, колишній сусід підозрюваного Брендона Тесфельда, пізніше назвав підозрюваного вбивцю мізогіністичним і зарозумілим.
Равіта жила в тому ж гуртожитку, що і Фесфельд, і стверджувала, що Фесфельд і Костіаль зустрічалися близько року до її смерті.
Похорон Александрії Костіаль відбувся в передмісті Сент-Луїса в липні 2019 року.